# San Cristóbal Ecatepec
San Cristóbal Ecatepec of Ecatepec is de hoofdplaats van de gemeente Ecatepec de Morelos in Mexico. Ecatepec is een voorstad van de nationale hoofdstad Mexico-Stad en ligt in de deelstaat Mexico. San Cristóbal Ecatepec heeft 1.643.623 inwoners (2020) waarvan bijna de helft onder de armoedegrens valt. De plaats bevindt zich binnen de agglomeratie van Mexico-Stad.

## Stadsbeeld
Ecatepec bestaat voor het grootste deel uit een monotoon rechthoekig stratenpatroon. Een groot deel van de stad is te karakteriseren als krottenwijk. Ecatepec staat vaak bovenaan de ranglijst van plaatsen in het land met de hoogste perceptie van onveiligheid. Desalniettemin heeft meer dan 90% van de bevolking water en elektriciteit. Het oostelijk deel van de stad is gebouwd op de voormalige meerbodem van het grotendeels drooggevallen Texcocomeer. Veel inwoners werken in Mexico-Stad; sinds enige jaren is het op de metro van Mexico-Stad aangesloten.
Ecatepec is sinds 1995 een bisschopszetel met Onésimo Cepeda Silva als eerste bisschop. In 2012 werd hij opgevolgd door Oscar Roberto Dominguez Couttolenc. De kathedraal van Ecatepec is in 1999 voltooid. De stad kent meerdere universiteiten, waaronder de Universiteit van Ecatepec. Er bevinden zich ook dependances van de Nationale Autonome Universiteit van Mexico (UNAM) en het Nationaal Polytechnisch Instituut (IPN). De belangrijkste bezienswaardigheid is de Casa de Morelos, de plaats waar José María Morelos in 1815 werd gefusilleerd. Tegenwoordig is het een museum gewijd aan het leven van Morelos.

## Geschiedenis
In de precolumbiaanse tijd was Ecatepec de zetel van een koninkrijk, dat door de Azteken in 1428 werd onderworpen. Na de Spaanse verovering werd in Ecatepec een República de Indios opgericht, die in de 17e eeuw werd opgeheven.
De belangrijkste gebeurtenis in Ecatepec voor de Mexicaanse geschiedenis vond plaats in 1815. In dat jaar werd de onafhankelijkheidsstrijder José María Morelos hier verslagen en gevangengenomen. Hij werd na een schijnproces in Ecatepec gefusilleerd. De stad is ter ere van hem hernoemd.

## Politiek
Ecatepec valt onder de gemeente Ecatepec de Morelos, qua inwoners een van de grootste van het land.